# 미로초등학교 두타분교
미로초등학교 두타분교는 대한민국 강원특별자치도 삼척시 미로면 동안로 540(내미로리)에 있었던 공립 초등학교이다.

## 학교 연혁
- 1960년 8월 1일 고천초등학교 내미로분교 인가
- 1965년 10월 28일 두타초등학교로 승격
- 1966년 3월 1일 두타초등학교 개교
- 1995년 3월 1일 미로초등학교 두타분교장으로 격하
- 1999년 9월 1일 폐교(미로초등학교로 통폐합)

## 같이 보기
- 미로초등학교